# Débet en France
Pour l’article homonyme, voir Debet (Lorri).
Le débet est une décision financière. De façon objective, lorsqu'une juridiction financière ou une autorité administrative (trésorier-payeur général, comptable du Trésor ou comptable d'un centre des finances publiques) constate un manque dans des disponibilités publiques ou un vol au préjudice d'une collectivité publique, elle prononce un débet à la charge du responsable de la gestion de ces deniers publics. Le comptable public est alors tenu de rembourser dans la caisse publique le montant des sommes résultant de ces irrégularités.

## Avant l'ordonnance du 22 mars 2022

### Statut du débet
Ce débet peut être une décision de justice (Cour des comptes, chambre régionale des comptes) ou une décision administrative dans les autres cas. Le gérant des deniers publics est mis en demeure de combler le déficit ou de réparer le dol de ses deniers.
Le débet est prononcé de façon objective sans qu'une faute quelconque du gestionnaire des fonds soit recherchée. Il n'y a ici aucune notion de condamnation ou d'amende, notion qui ferait appel à une décision sanctionnant une faute. Un débet n'a pas d'autre finalité que de remettre les écritures en ordre. Il ne fait pour autant pas obstacle à une éventuelle plainte assortie ou non d'une condamnation à une peine d'argent et/ou privative de liberté.
Le débet et la sanction sont totalement séparés sur le plan des principes même si, in fine, le gérant, qu'il soit mis en débet ou condamné, devra payer les sommes mises à sa charges sur ses biens propres.

### Les contrôles
Des divergences de points de vue tendent à apparaitre depuis sensiblement 2005 sur l'approche de la cause du débet entre le ministère du Budget, des Comptes publics et de la Fonction publique et la Cour des comptes.
Le décret du 29 décembre 1962, portant règlement général sur la comptabilité publique, liste en son article 12 les contrôles qui incombent à un comptable public :

« Les comptables sont tenus d'exercer :

[...]

B. - En matière de dépenses, le contrôle :

De la qualité de l'ordonnateur ou de son délégué ;

De la disponibilité des crédits ;

De l'exacte imputation des dépenses aux chapitres qu'elles concernent selon leur nature ou leur objet ;

De la validité de la créance dans les conditions prévues à l'article 13 ci-après ;

Du caractère libératoire du règlement. »

Certains de ces contrôles garantissent la collectivité ou établissement public du caractère libératoire du paiement. À l'issue, la collectivité est assurée d'avoir payé sa dette et de n'être pas inquiétée à l'avenir à ce titre. Une erreur dans ces contrôles (citons le paiement à un mauvais créancier ou un ordre de paiement rédigé par une personne incompétente) peut avoir des conséquences dommageables pour la collectivité qui pourrait se voir reprocher une absence de paiement alors que seul le comptable a commis une erreur. Le débet est alors prononcé contre le comptable public. La collectivité n'a pas à subir de préjudice à ce titre.
D'autres contrôles sont plus formels comme vérifier l'exacte imputation budgétaire de la dépense ou la disponibilité des crédits (budgétaires ou de disponibilités). Une erreur à ce niveau ne pénalisera pas la collectivité qui se libèrera d'une dette bien réelle, la dispute portant sur un caractère comptable en amont du dénouement financier. Il n'y a pas ici de préjudice.
Le ministère du Budget, des Comptes publics et de la Fonction publique souhaite qu'il n'y ait plus de débets prononcés en l'absence de préjudice. La Cour des comptes, quant à elle, estime que le décret du 29 décembre 1962 est toujours valide et s'impose au comptable public. En l'absence d'évolution de la règlementation, la Cour des comptes s'estime dans son droit de mettre un comptable public en débet même si la collectivité n'a subi aucun préjudice. La discussion n'a pas été tranchée. Les comptables publics sont eux-mêmes partagés à ce propos.
Dans les faits, il est très rare que la Cour des comptes prononce de tels débets. Tout au plus formulera-t-elle une injonction pour l'avenir (elle invite le comptable public à ne plus commettre telle erreur) voire une injonction ferme (elle ordonne au comptable public de ne plus commettre cette erreur faute de quoi un débet sera prononcé à sa charge lors des prochains jugements de ses comptes).

### Application aux comptables de fait
La gestion de fait est donc le maniement de deniers publics par une personne n'ayant pas la qualité de comptable public. Cette personne est alors appelée comptable de fait.
Tout comme le comptable de droit, le comptable de fait pouvait être sanctionné d'un débet pour un infraction aux règles financières. Il pouvait également demander une remise gracieuse auprès du ministre des finances.

### Critiques
La principale critique faite au débet est l'absence de son application réelle. En effet, le comptable public mis en débet pouvait demander une remise gracieuse auprès de son supérieur hiérarchique, le ministre des finances. 99% des décisions du juges financiers étaient remises en cause par le ministre. La remise gracieuse pouvait être totale ou partielle.
Philippe Séguin, ancien Premier Président près la Cour des comptes, préconisait la suppression du pouvoir de remise gracieuse du ministre. 
De plus, compte tenu des montants pouvant aller jusqu'à plusieurs millions d'euros de débet, les comptables publics n'avaient que deux options lors de leur entrée en fonction pour assurer leur solvabilité. Ils pouvaient soit faire un dépôt au prêt de la caisse des dépôts et consignation d'une somme d'argent récupérable en fin de carrière, soit mettre en hypothèque un de leur bien immobilier. Ce système ne permettaient qu'à des personnes suffisamment aisées de devenir comptable public. Au début du XXème siècle, un système de cautionnement mutuel a été mis en place pour pallier ce problème et permettre un égal accès à la fonction de comptable public. 

## Réforme du 1er janvier 2023
À la suite de l'ordonnance du 23 mars 2022 (ne concerne pas la Polynésie Française et la Nouvelle Calédonie), applicable à partir du 1er janvier 2023, le débet, ainsi que la remise gracieuse, ont été supprimés. 
Le comptable public risque ainsi, pour une infraction, une amende maximum correspondant à 6 mois de traitement.